# Asclepias prostrata
Asclepias prostrata är en oleanderväxtart som beskrevs av W. H. Blackw.. Asclepias prostrata ingår i släktet sidenörter, och familjen oleanderväxter. Inga underarter finns listade i Catalogue of Life.